# Pol·lucita
La pol·lucita és un mineral de la classe dels tectosilicats, i dins d'aquesta pertany a l'anomenat “grup de la Zeolita”. Va ser descoberta l'any 1846 a l'illa d'Elba, a la regió de la Toscana (Itàlia), sent nomenada així per Pollux, una figura de la mitologia grega germà de Castor, en al·lusió al fet que sol aparèixer associada a la castorita.
Un sinònim poc usat és el de silicat de cesi.

## Característiques químiques
És un alumin-tectosilicat hidratat de cesi, dins del grup de les zeolites en el qual estan els aluminosilicats de metalls alcalins i alcalinoterris. És l'equivalent amb cesi del mineral analcima (Na(Si₂Al)O₆·H₂O), amb el qual forma una sèrie de solució sòlida en la qual la substitució gradual del cesi per sodi va donant els diferents minerals de la sèrie.
A més dels elements de la seva fórmula, sol portar com a impureses: ferro, calci, rubidi i potassi. Encara que presenta sistema cristal·lí cúbic té una varietat que cristal·litza en sistema monoclínic. Pot ser lleugerament de color rosa, a causa d'inclusions de montmoril·lonita.

## Usos
Alguns rars exemplars nets poden ser tallats i emprar-se com una gemma en joieria.

## Formació i jaciments
Es forma en roques pegmatites del tipus granit ric en liti, pot aparèixer en quantitats enormes. Sol trobar-se associat a altres minerals com: quars, espodumena, petalita, ambligonita, lepidolita, Elbaïta, cassiterita, columbita, apatita, eucriptita, moscovita, feldespat potàssic, albita o microclina.